# Lijst van burgemeesters van Rijnsburg
Dit is een lijst van burgemeesters van de voormalige Nederlandse gemeente Rijnsburg. Op 1 januari 2006 fuseerde deze gemeente met de gemeenten Valkenburg en Katwijk tot de nieuwe gemeente Katwijk.
| Ambtsperiode | Naam burgemeester              | Partij of stroming | Bijzonderheden                                                             |
| ------------ | ------------------------------ | ------------------ | -------------------------------------------------------------------------- |
| 18?? - 18??  | J. Bronkhuijze                 |                    |                                                                            |
| 18?? - 1850  | W.A.A. Huygens                 |                    |                                                                            |
| 1850 - 1856  | Gerard Abraham Salomon Huygens |                    | tevens burgemeester van Katwijk (1837-1867) en Valkenburg (ZH) (1852-1856) |
| 1856 - 1904  | Jan Cornelis Meyboom           |                    |                                                                            |
| 1904 - 1915  | Reinhart (R.) van Ham          |                    | eerder burgemeester van Hoofdplaat, Colijnsplaat en Kats                   |
| 1915 - 1939  | Jan Leendert Bosschieter       |                    |                                                                            |
| 1939 - 1941  | P.N. Höweler                   | ARP                | eerder burgemeester van Klundert                                           |
| 1941 - 1942  | E.G. Bisschop                  | NSB                |                                                                            |
| 1942 - 1944  | Gerard Hermans                 |                    |                                                                            |
| 1944 - 1945  | Philip (Ph.A.J.) Schipper      | NSB                | waarnemend                                                                 |
| 1945 - 1956  | Pieter Nicolaas Höweler        | ARP                |                                                                            |
| 1957 - 1974  | Barend Hendrik Koomans         | ARP                | eerder burgemeester van Uithuizermeeden                                    |
| 1975 - 1984  | Willem (W.K.) de Roos          | ARP / CDA          | eerder burgemeester van Barradeel                                          |
| 1985 - 1997  | Fedde Jonkman                  | CDA                |                                                                            |
| 1997         | Arnold Vogelaar                | CDA                | waarnemend burgemeester                                                    |
| 1997 - 2006  | Arie (A.P.) van der Lee        | CDA                | eerder burgemeester van Thorn                                              |